# Dyschirus campicola
Dyschirus campicola är en skalbaggsart som beskrevs av Carl Hildebrand Lindroth. Dyschirus campicola ingår i släktet Dyschirus och familjen jordlöpare. Inga underarter finns listade i Catalogue of Life.